# Firehole
De Firehole is een 34 kilometer lange zijrivier van de Madison in het stroomgebied van de Mississippi, gelegen in het nationaal park Yellowstone in de Amerikaanse staat Wyoming.
De naam werd aan de rivier gegeven door stropers en is ofwel een verwijzing naar de stoom die opstijgt uit de rivier en het doet voorkomen alsof de rivier in brand staat of een verwijzing naar een grote bosbrand die voor 1830 plaatsvond (stropers noemden het toen "Burnt Hole").

## Loop, geisers en watervallen
De rivier ontspringt in het Madisonmeer op de Continental Divide en vloeit samen met de Gibbon bij de Madison Junction om de rivier de Madison te vormen. Onderweg doorstroomt ze verschillende geiserbekkens, waaronder het Upper Geyser Basin, waar zich de Old Faithful-geiser bevindt. De geisers wateren af op de rivier, wat er onder andere voor zorgt dat de watertemperatuur gemiddeld 5 tot 10°C hoger ligt dan in gebieden stroomopwaarts van de geothermische gebieden (temperaturen tot 30°C zijn in de Firestone gemeten). Afwatering door geothermische gebieden leidt verder tot de instroom van opgeloste chemische stoffen en mineralen, waardoor bijvoorbeeld de boor- en arseenniveaus boven de standaardlimieten voor de bescherming van waterorganismen liggen.
Ondanks deze hoge niveaus leven en paaien er regenboogforellen (geïntroduceerd in 1923), alsook beekforellen (geïntroduceerd in 1890; meest voorkomende soort), bronforellen (geïntroduceerd in 1889) en de inheemse soort (ten zuiden van de Firehole Falls) Prosopium williamsoni (een houtingsoort). Er komt ook een invasieve soort voor; de slakkensoort Jenkins' waterhoren (Potamopyrgus antipodarum), die wordt onderzocht op invloeden op het rivierecosysteem. De aanwezigheid van forellen maakte het tot een mekka voor vissers in de 19e eeuw. In 1955 stopte het park met het aanvullen van vissen in de rivier en de huidige populaties zijn volledig verwilderd. Onder grote druk besloot het park in 1968 tot het openstellen van de rivier voor alleen vliegvissen. Het vormt sindsdien een populaire plek om te vliegvissen.
De rivier telt drie van de grootste watervallen van Yellowstone: de Kepler Cascades ten zuiden van de Old Faithful, de Firehole Falls en de Cascades of the Firehole.

## Zijrivieren
De belangrijkste zijrivieren van de Firehole zijn de Little Firehole River ("Kleine Fireholerivier") en de beken Fairy Creek, Iron Spring Creek, Sentinel Creek en Nez Perce Creek. Deze zijrivieren zorgen voor de instroom van koel water in de Firehole en fungeren als schuilplaats voor forellen tijdens de hoge temperaturen midden in de zomer als gevolg van geothermische activiteit.

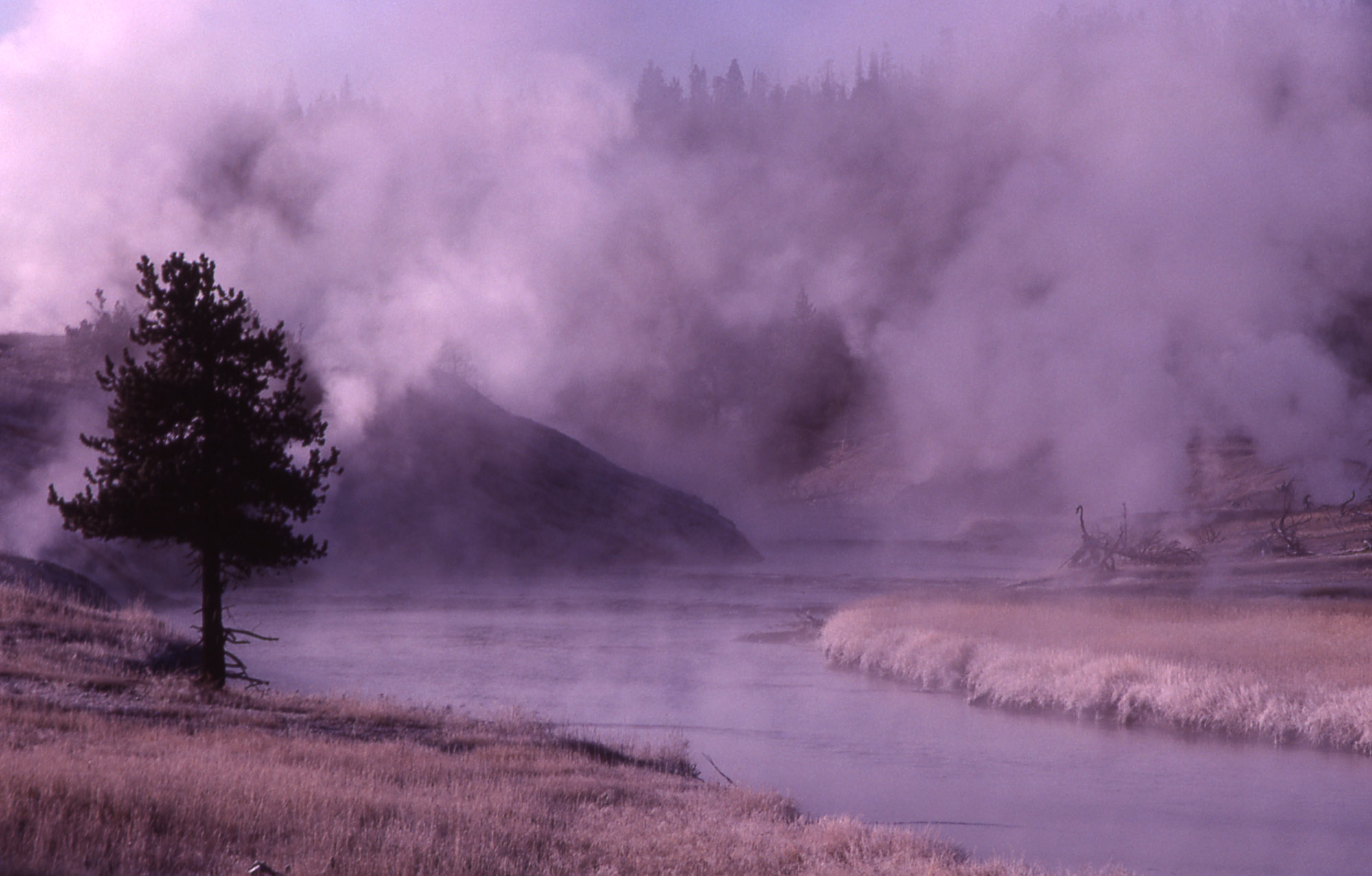
De stoom waaraan de rivier zijn naam ontleend
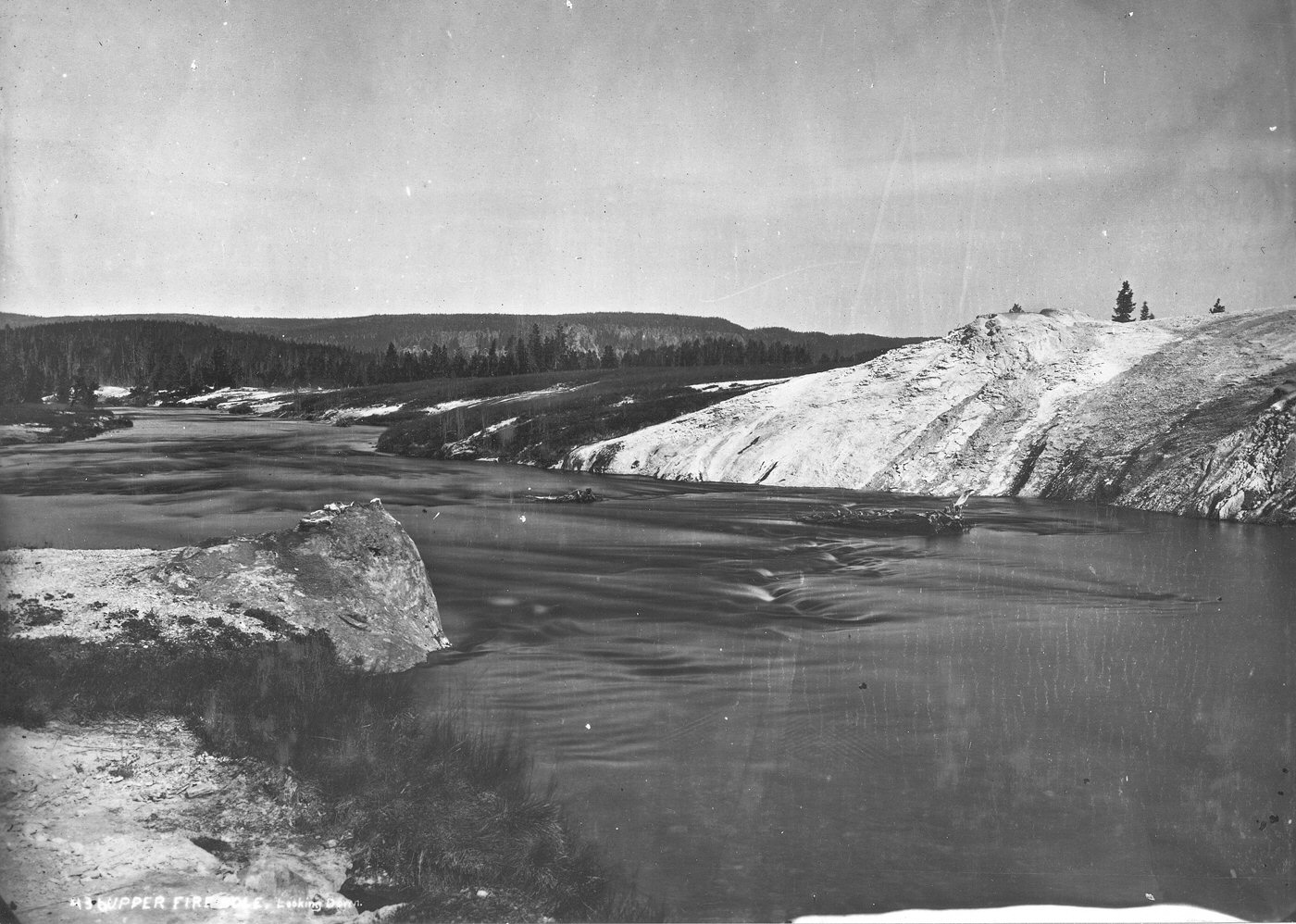
Firehole stroomopwaarts van de Ojo Caliente-bocht (1872)
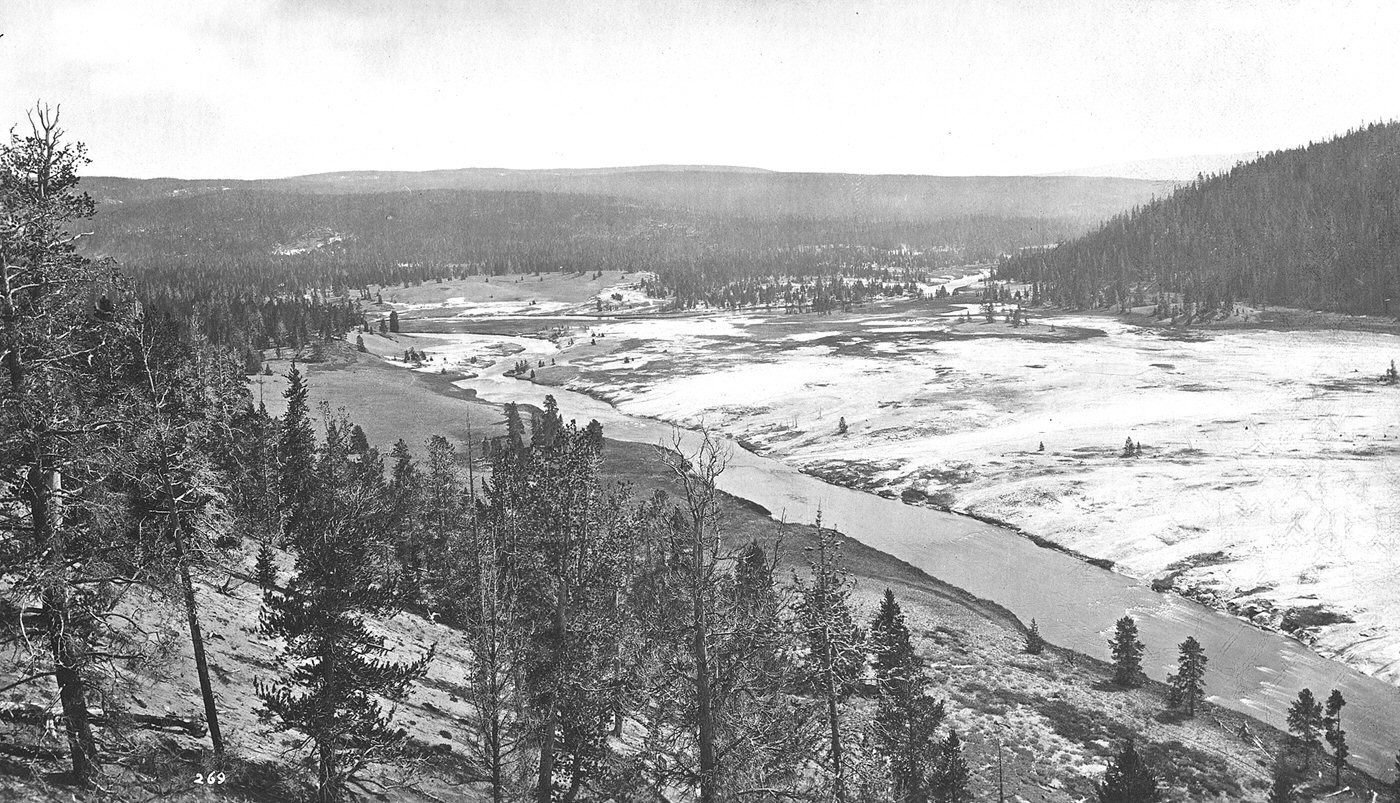
Firehole in het Midway Geyser Basin (1875)
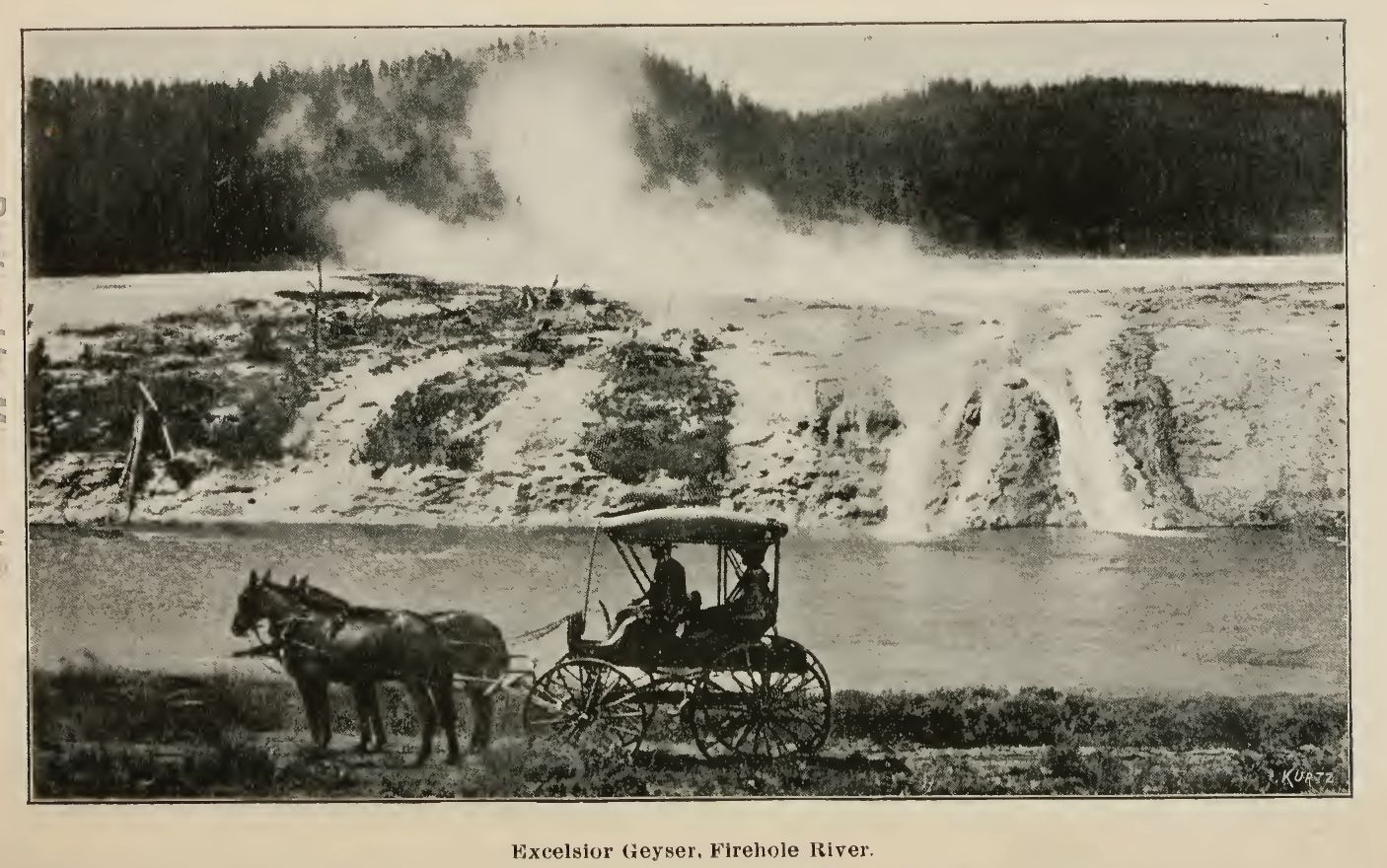
De geiser Excelsior met de rivier op de voorgrond (1894)
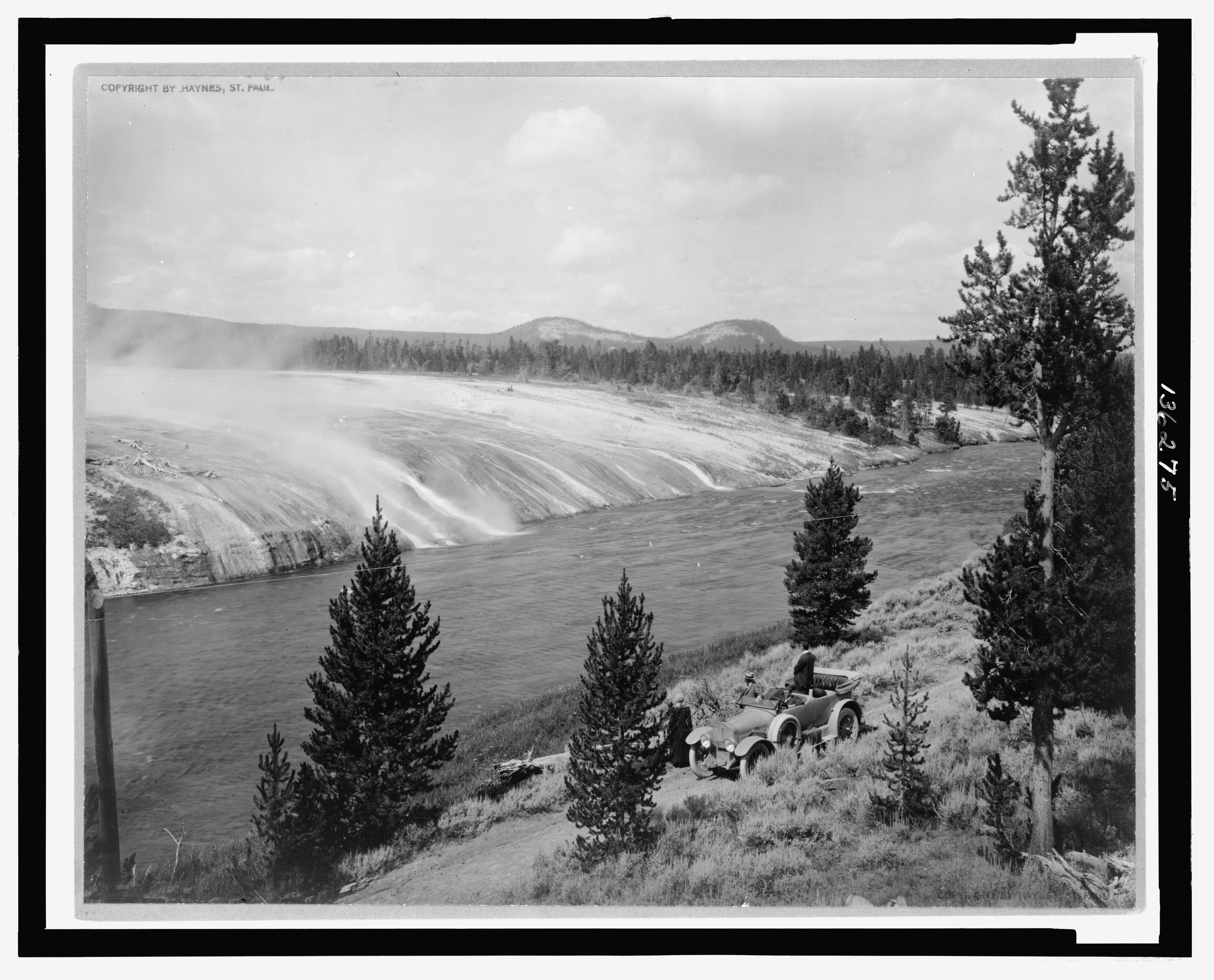
Afwatering van de geiser Excelsior (1916)
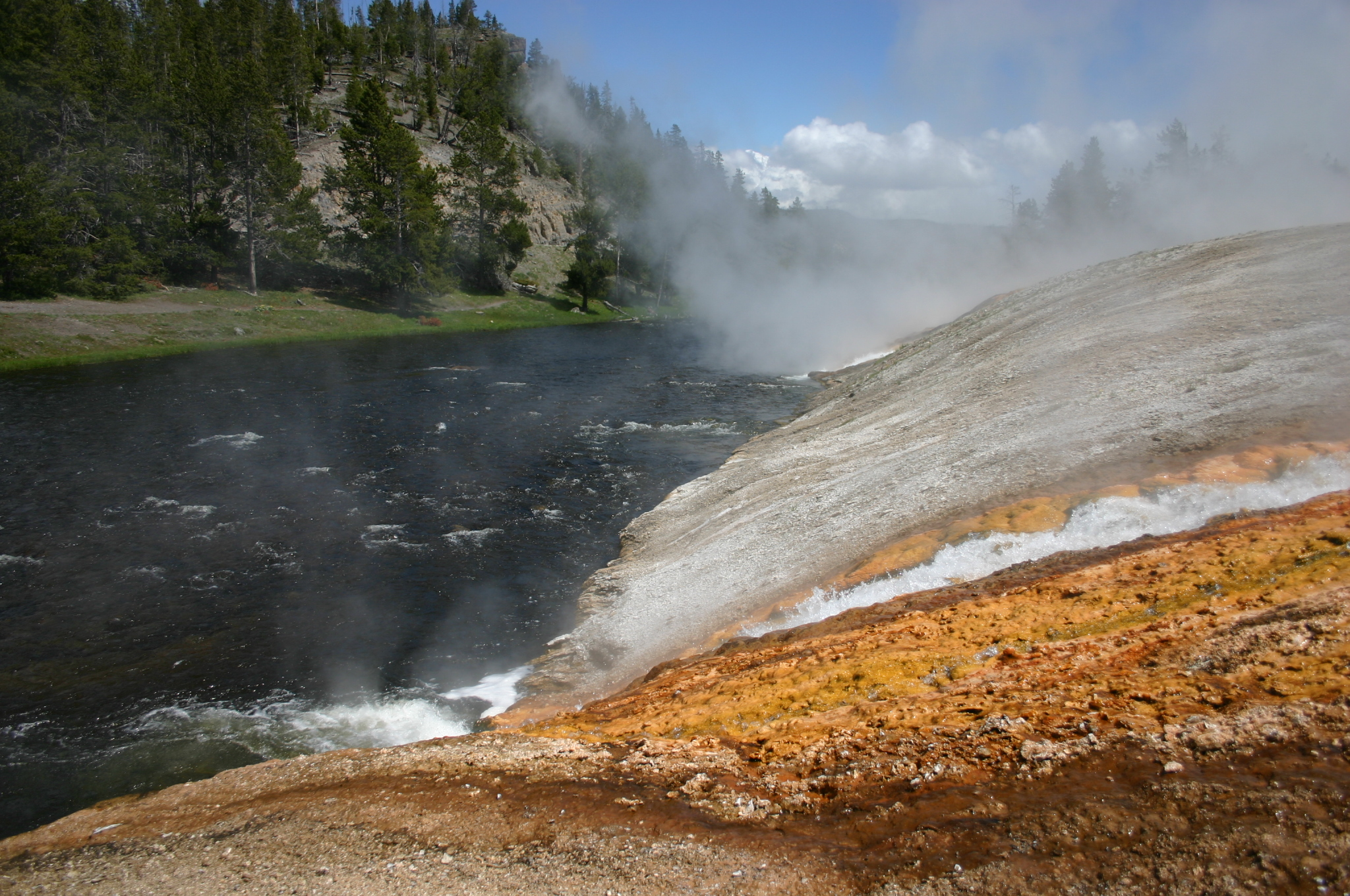
Afwatering van de Excelsior vanaf de andere zijde van de rivier (2004)
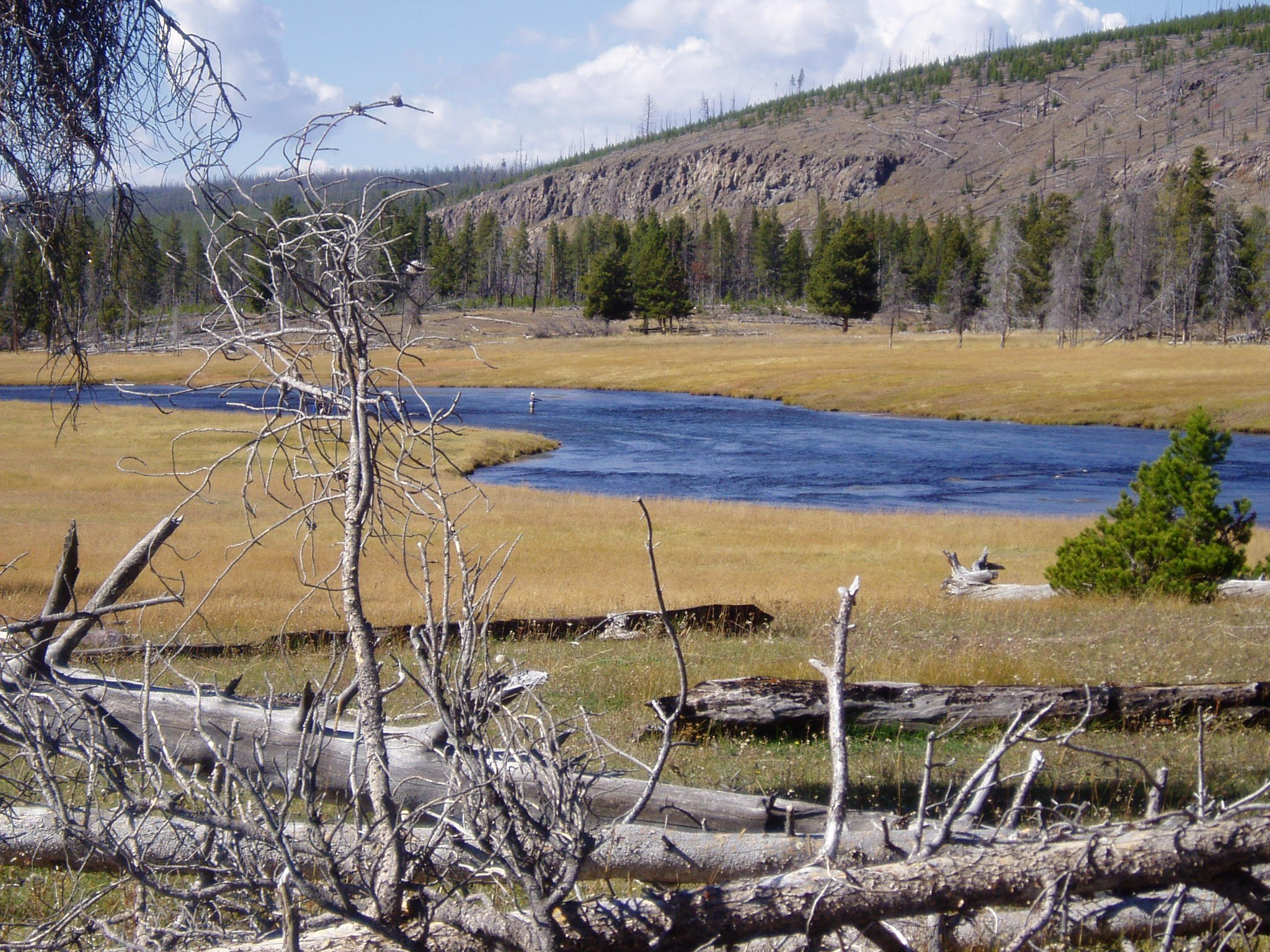
De Fountain Flats langs de Firehole in september (2004)
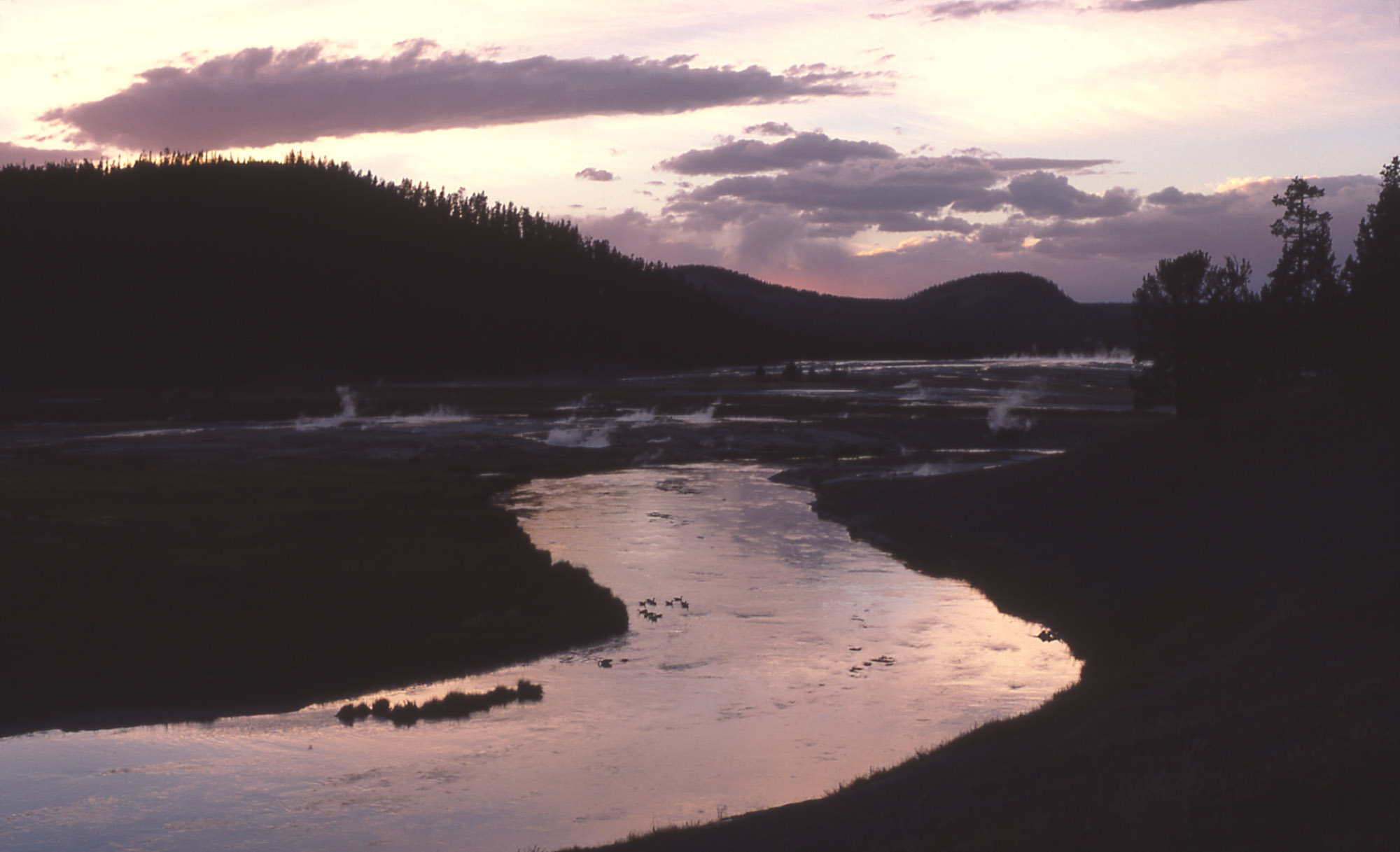
Firehole bij zonsondergang
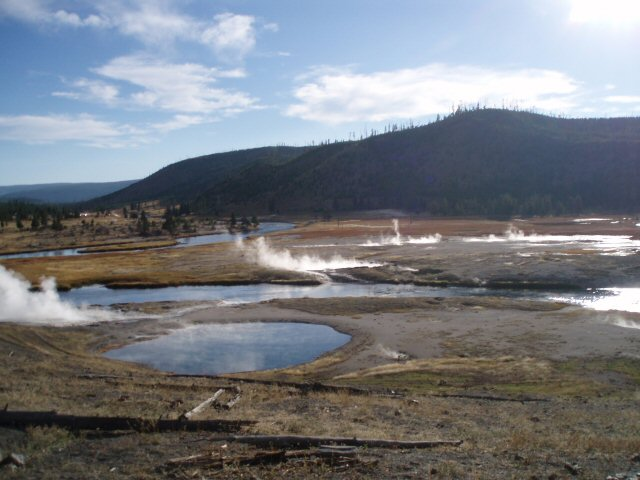
Muleshoe-bocht, een bekende locatie voor vliegvissers
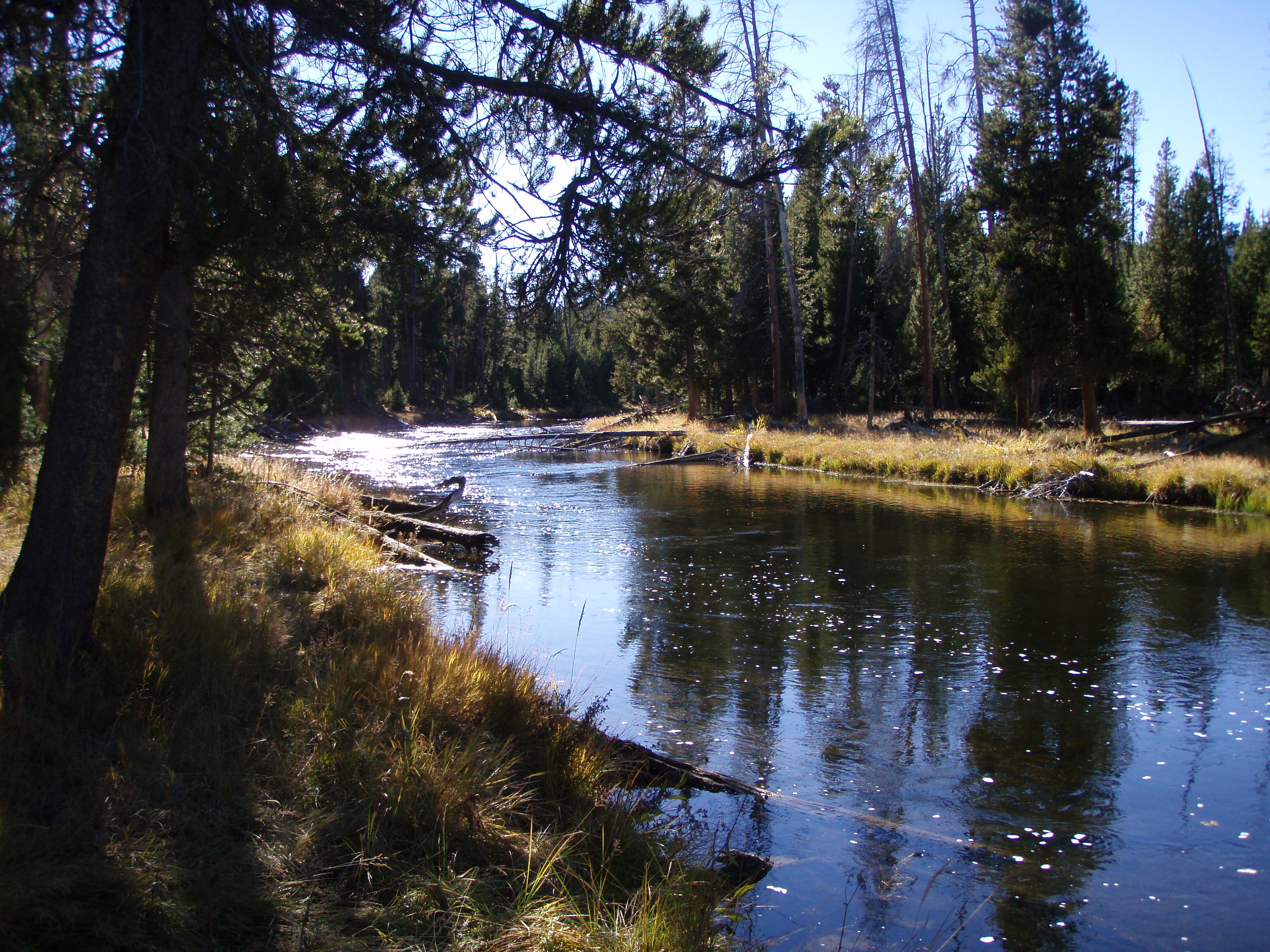
De Firehole net stroomafwaarts van de Biscuit Basin Meadows
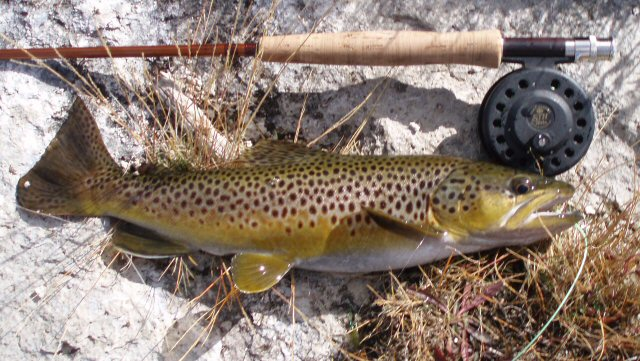
Bij de Muleshoe-bocht gevangen beekforel (teruggezet)
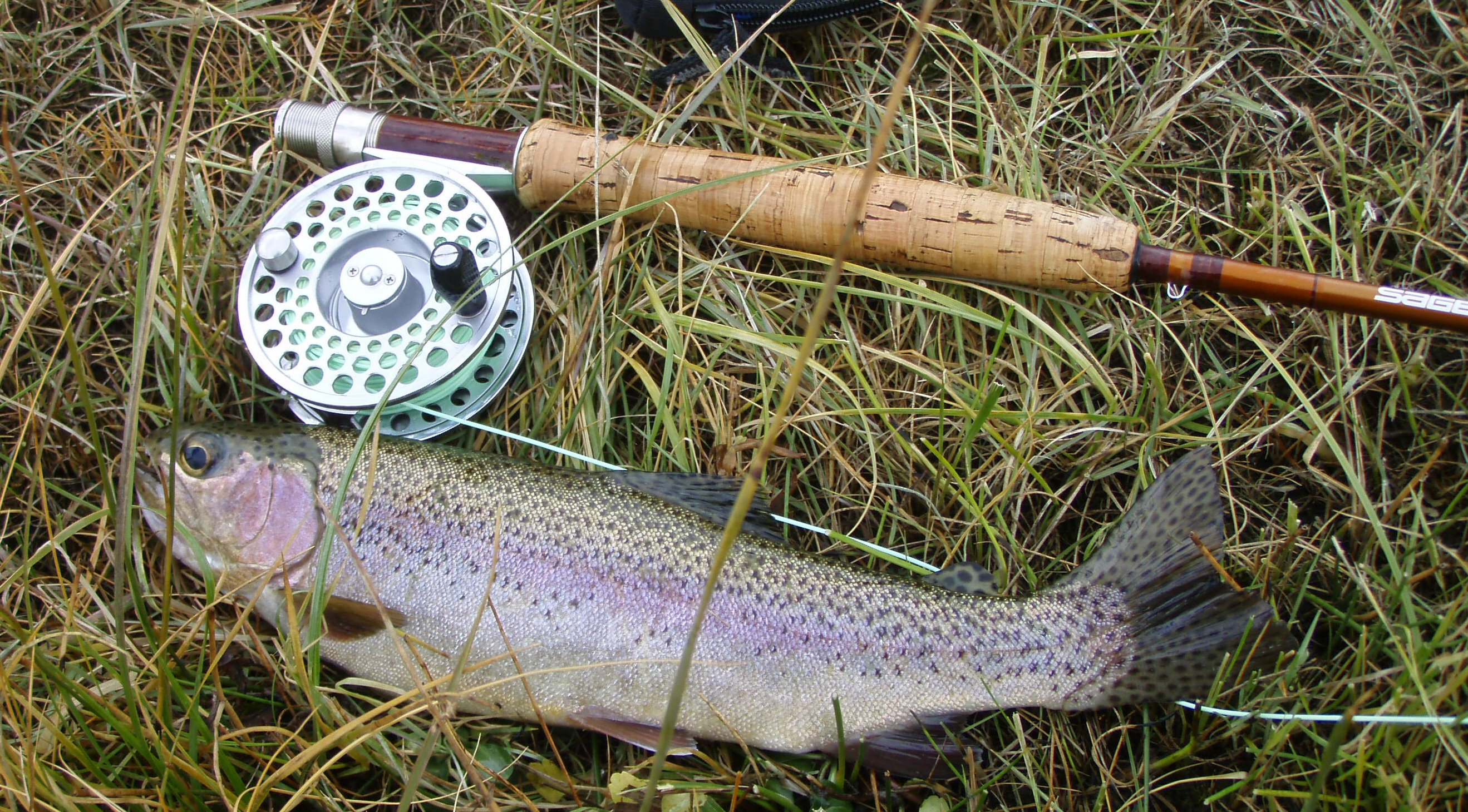
Nabij de Ojo Caliente-bocht gevangen regenboogforel (teruggezet)
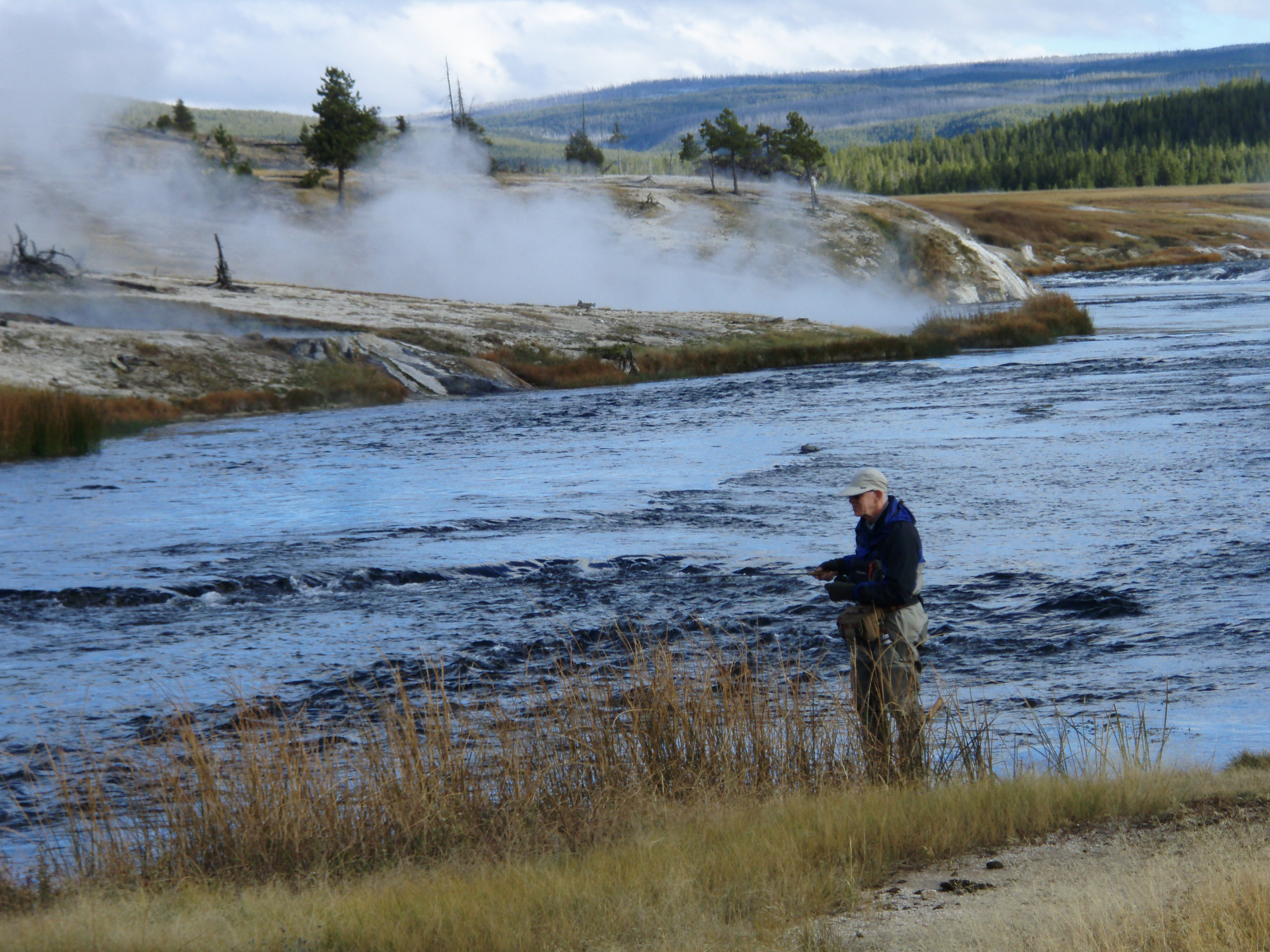
Een oude vliegvisser nabij de Ojo Caliente-bocht
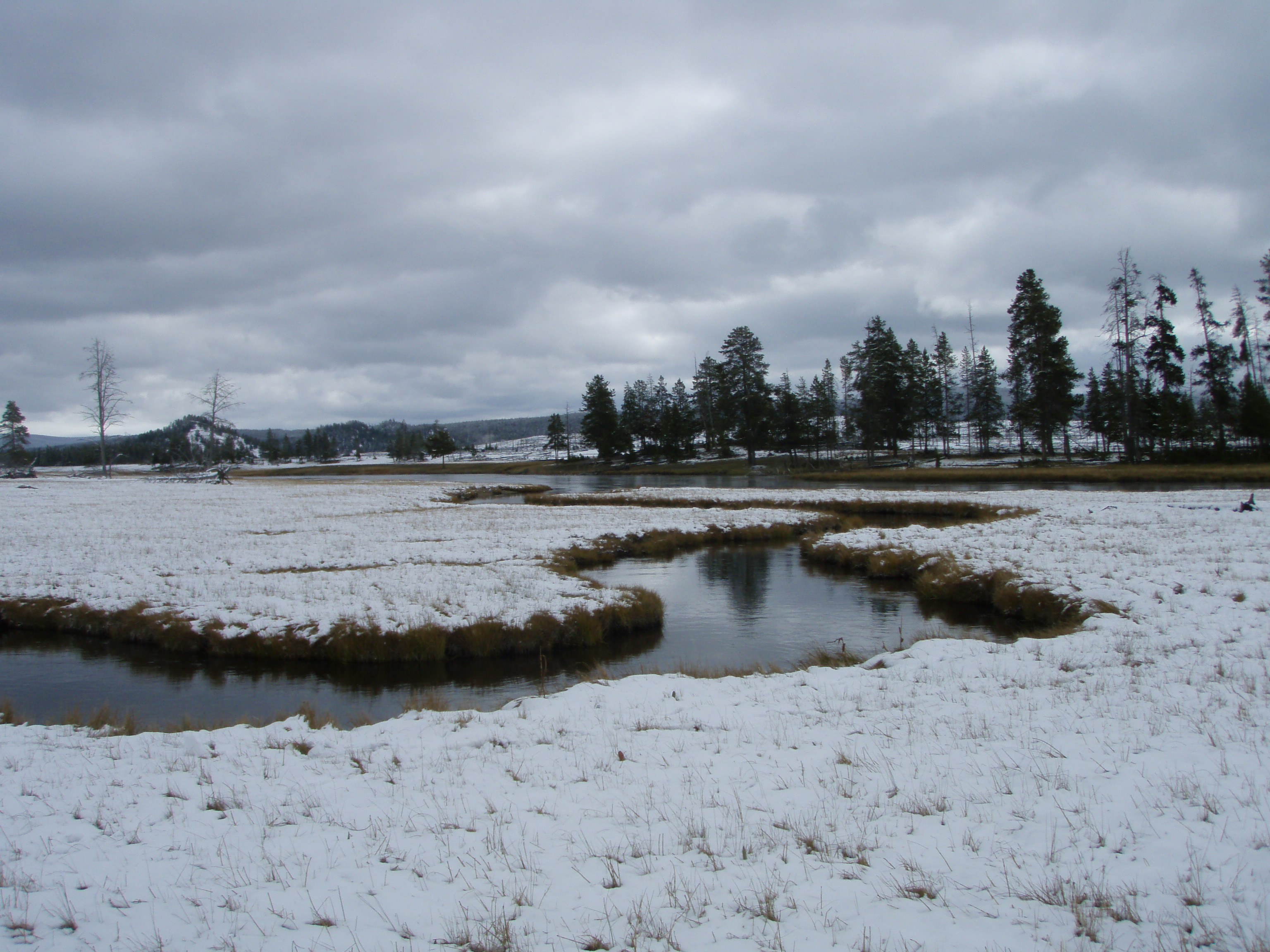
Instroom van de Sentinal Creek in de Firehole bij de Fountain Flats
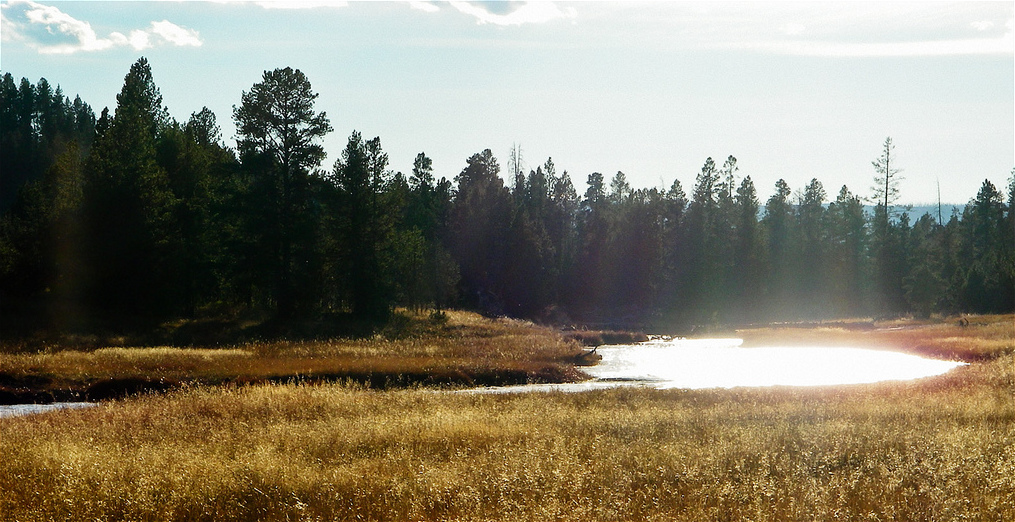
De zijbeek Nez Perce Creek

- Library of Congress Control Number: sh85048560
- Nationale Bibliotheek van Israël: 987007533784205171
- Virtual International Authority File: 242268992